# Czéh Sándor
id. Czéh Sándor (Győr, 1813. április 13. – Kemendollár, 1883. szeptember 1.) nyomdász és könyvkiadó Magyaróváron. 
Tizenkét évesen tanoncnak állt Streibig Lipót győri nyomdájában, majd vándorutak után Pozsonyban a Belnay nyomdában kötött ki, ahol korrektorként dolgozott. Innen pályázta meg 1835-ben a királyi kiváltságlevelet, amelyet december 2-án kapott meg V. Ferdinánd királytól, és amellyel 1836-ban megindította Moson vármegye első és hosszú ideig egyetlen nyomdáját Magyaróváron. A Czéh-nyomda mindent nyomtatott, amire a vármegye hivatalai és polgárai igényt tartottak:  hivatalos rendelkezések,  plakátok, magyar, latin, horvát és német nyelvű énekes- és imádságos könyvek, vásári cédulák, mesefüzetek és iskolai tankönyvek, ismeretterjesztő és tudományos művek hagyták el a műhelyt. Kiadványai a vármegye három nyelvén, magyarul, németül és horvátul jelentek meg. 1838-tól magyar és német nyelvű kalendáriumokat adott ki nagy példányszámban. 
1838-ban könyvesboltot és kölcsönkönyvtárat nyitott. A Leihbibliothek kötetszáma 4000 darabra tehető. Német, francia és magyar nyelvű könyvei minden szintű olvasói igényt kielégítettek. Moson vármegyében a Czéh kölcsönkönyvtára volt az egyetlen ilyen jellegű intézmény. A nagy műveltségű nyomdász kiadványait az igényes tartalom és esztétikus megjelenés jellemzi. Megfogalmazott célja, hogy a jó minőségű olvasnivaló megfizethető áron jusson a nép kezébe. Népkönyveit gazdagon illusztrálta, és az egész országban terjesztette. Később kapcsolatba került Ipolyi Arnolddal, aki népmese gyűjteménye számára kiadványokat rendelt Czéhtől. 
1848-ban német nyelvű szatirikus, politikai újságot indított Der Emanzipierte Satanas címmel. Szerkesztője Hermann Höchell, egy Württembergből származó újságíró volt. Az újság anyagi okokból csak fél évet élt meg. Czéh Sándor a városban nagy megbecsülésnek örvendett: először városi tanácsnok lett, majd a kapitánysági hivatalt kezelte. 
Vállalkozásait a fiainak adta tovább: ifjú Czéh Sándor Győrben nyitott nyomdát, Móricz kapta a kölcsönkönyvtárat és Czéh Lajos vitte tovább a magyaróvári nyomdát. Fia Czéh András / Andreas Czéh híres borász lett, a németországi Rheingau borászatának megteremtője.